# Castalius catrionus
Castalius catrionus är en fjärilsart som beskrevs av Hans Fruhstorfer 1922. Castalius catrionus ingår i släktet Castalius och familjen juvelvingar. Inga underarter finns listade i Catalogue of Life.